# 刘和德
劉和德（英語：Victor Liu He-de，1912年2月3日—2001年12月10日，聖名：維多爾），是天主教中國籍地下教會主教及方濟會會士，未獲中國政府承認。曾任漢口總教區區總主教 (1984年-2001年)。

## 生平
劉和德出生於1912年2月3日，在中華民國湖北省。1929年，他16歲時加入方濟會，1936年司鐸。
1949年10月1日，中國共產黨在中國大陸地區建立中華人民共和國，並開始針對天主教進行宗教迫害及打壓。1952年10月2日，義大利籍漢口總主教羅錦章與其他外國傳教士先後被中國政府驅逐出境。羅總主教臨被驅逐出境前，任命劉和德及杨少怀為代理主教。
由於劉和德忠於教宗，拒絕服從中國官方組織中國主教團及加入愛國會。1954年1月16日，刘和德被定性为“刘和德反革命集团”而被捕入獄，改革開放後才獲得釋放。
在1984年，劉和德獲時任教宗若望保祿二世任命為漢口總教區正權總主教，並由地下教會主教秘密祝聖。但是，中國政府一直不承認他是漢口總教區正權總主教。
1980年代末，愛國會非法主教董光清獲得時任教宗若望保祿二世赦免及認可。1990年代起，劉和德總主教處於退休狀態，居於武昌中南神哲學院，以輔導修生的靈修生活。他由與董光清主教共同合作，管理武漢地上及地下教會。
2001年12月10日，劉和德主教在中國湖北省病逝，終年89歲。